# Hamptophryne
Hamptophryne – rodzaj płazów bezogonowych z podrodziny Gastrophryninae w rodzinie wąskopyskowatych (Microhylidae).

## Zasięg występowania
Rodzaj obejmuje gatunki występujące w północnej i zachodniej części dorzecza Amazonki: w stanie Bolívar (Wenezuela), Gujanie Francuskiej, Surinamie, Gujanie, Brazylii, Ekwadorze, Peru, Boliwii i Kolumbii.

## Systematyka

### Etymologia
- Hamptophryne: Hampton Wildman Parker (1897–1968), angielski zoolog i herpetolog; gr. φρυνη phrunē, φρυνης phrunēs „ropucha”[5].
- Altigius: Ronald Altig (ur. 1941), amerykański herpetolog[3]. Gatunek typowy: Altigius alios Wild, 1995.

### Podział systematyczny
Do rodzaju należą następujące gatunki:
- Hamptophryne alios (Wild, 1995)
- Hamptophryne boliviana (Parker, 1927)